# Artvin (pokrajina)
Pokrajina Artvin (tur.: Artvin ili) je pokrajina koja se nalazi u sjeveroistočnom dijelu Turske a manjim dijelom izlazi na obale Crnog mora.
Prostire se na površini od 7.436 km2 a u njoj živi 164.759 stanovnika (podaci iz 2010.). Rijetko je naseljena s prosjekom od 22 stanovnika po km2.
Graniči s pokrajinama Rize na zapadu, Erzurum na jugu i pokrajinom Ardahan na istoku. Na sjeveru tvori državnu granicu s Gruzijom.
Glavni grad pokrajine je Artvin.

## Geografija
Pokrajina Artvin predstavlja područje strmih dolina isklesanih riječnim sistemom rijeke Çoruh, okruženih visokim planinama Kaçkar, Karçal i Yalnızçam (do 3900 metara nadmorske visine) i šuma s mnogo nacionalnih parkova uključujući i Karagöl-Sahara unutar kojeg se nalaze jezera Şavşat i Borçka. Vrijeme u Artvinu je vrlo vlažno do blago na obali Crnog mora a kao rezultat toga je postojanje mnoštvo šuma. Predjeli s puno zelenila se protežu sve do obala mora. Kišni predjeli preovladavaju na nižim dok se snijeg zadržava na višim nadmorskim visinama gdje su zime veoma oštre.
Šume su dom smeđem medvjedu i vuku.
Rijeka Çoruh je zauzdana na 11 mjesta za potrebe proizvodnje hidroenergije, uključujući i 249 metara visoku branu hidroelektrane Deriner.

## Distrikti
Pokrajina Artvin se sastoji od 8 okruga (tur. jedn. ilçe):
- Ardanuç
- Arhavi
- Artvin
- Borçka
- Hopa
- Murgul
- Şavşat
- Yusufeli